# Wasil Baranau
Wasil Wasiliewicz Baranau (biał. Васіль Васільевіч Баранаў, ur. 5 października 1972 w Ziabrowce) – białoruski piłkarz grający na pozycji pomocnika. W swojej karierze rozegrał 25 meczów w reprezentacji Białorusi i strzelił w niej 3 gole.

## Kariera klubowa
Swoją karierę piłkarską Baranau rozpoczął w klubie ZLiN Homel. W 1993 roku zadebiutował w jego barwach w drugiej lidze białoruskiej. W ZLiNie grał do końca 1994 roku, a na początku 1995 roku przeszedł do pierwszoligowego Wiedryczu-97 Rzeczyca. Grał w nim do końca sezonu 1995.
W 1996 roku Baranau przeszedł do rosyjskiego zespołu Bałtika Kaliningrad. W 1998 roku spadł z nim z Priemjer-Ligi do Pierwszej Dywizji. W 1999 roku został zawodnikiem Spartaka Moskwa. W latach 1998, 1999, 2000 i 2001 wywalczył ze Spartakiem cztery tytuły mistrza Rosji. W 2003 roku zdobył ze Spartakiem Puchar Rosji. W połowie 2003 roku odszedł do Ałaniji Władykaukaz, w której spędził pół sezonu.
W 2005 roku Baranau został piłkarzem grającego w Drugiej Dywizji klubu FK Riazań. W 2007 roku zakończył w nim swoją karierę sportową.
| Sezon   | Klub                 | Kraj     | Rozgrywki        | Mecze | Bramki |
| ------- | -------------------- | -------- | ---------------- | ----- | ------ |
| 1993/94 | ZLiN Homel           | Białoruś | Pierszaja liha   | 14    | 1      |
| 1994/95 | ZLiN Homel           | Białoruś | Pierszaja liha   | 5     | 1      |
| 1994/95 | Wiedrycz-97 Rzeczyca | Białoruś | Wyszejszaja liha | 22    | 0      |
| 1995    | Wiedrycz-97 Rzeczyca | Białoruś | Wyszejszaja liha | 13    | 4      |
| 1996    | Bałtika Kaliningrad  | Rosja    | Priemjer-Liga    | 28    | 5      |
| 1997    | Bałtika Kaliningrad  | Rosja    | Priemjer-Liga    | 35    | 1      |
| 1998    | Bałtika Kaliningrad  | Rosja    | Priemjer-Liga    | 19    | 1      |
| 1998    | Spartak Moskwa       | Rosja    | Priemjer-Liga    | 23    | 3      |
| 1999    | Spartak Moskwa       | Rosja    | Priemjer-Liga    | 33    | 4      |
| 2000    | Spartak Moskwa       | Rosja    | Priemjer-Liga    | 33    | 3      |
| 2001    | Spartak Moskwa       | Rosja    | Wysszaja Liga    | 37    | 6      |
| 2002    | Spartak Moskwa       | Rosja    | Priemjer-Liga    | 27    | 2      |
| 2003    | Spartak Moskwa       | Rosja    | Priemjer-Liga    | 17    | 2      |
| 2003    | Ałanija Władykaukaz  | Rosja    | Priemjer-Liga    | 11    | 0      |
| 2005    | FK Riazań            | Rosja    | Wtoroj diwizion  | 21    | 2      |
| 2006    | FK Riazań            | Rosja    | Wtoroj diwizion  | ?     | ?      |
| 2007    | FK Riazań            | Rosja    | Wtoroj diwizion  | ?     | ?      |

## Kariera reprezentacyjna
W reprezentacji Białorusi Baranau zadebiutował 7 października 1995 roku w przegranym 0:2 meczu eliminacji do Euro 96 z Czechami. W swojej karierze grał też w eliminacjach do MŚ 1998, Euro 2000 i MŚ 2002. Od 1995 do 2001 roku rozegrał w kadrze narodowej 25 meczów, w których zdobył 3 bramki.